# NASAMS

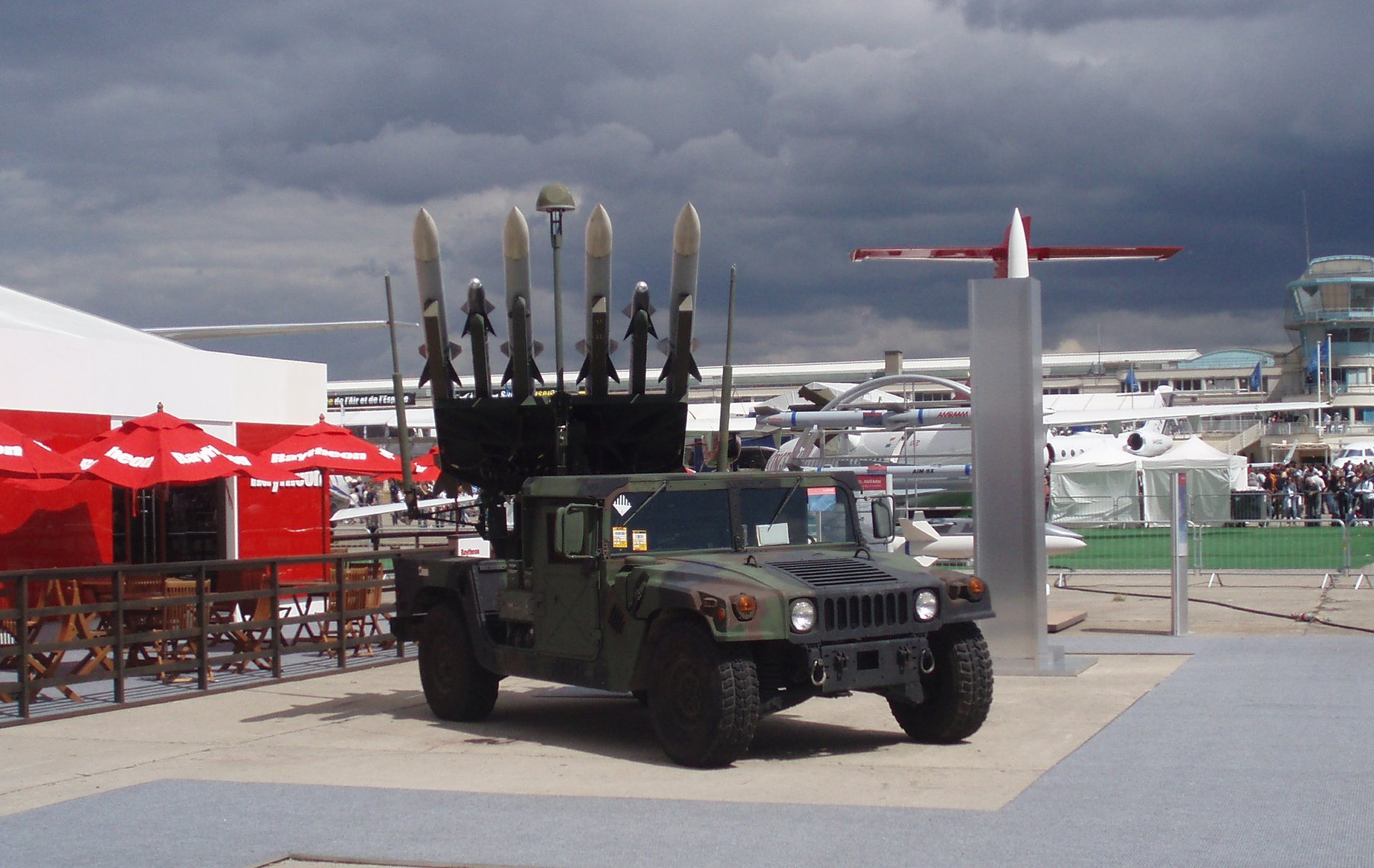
O Lançador de Alta Mobilidade (HML) armado com quatro mísseis AIM-120 AMRAAM e dois AIM-9X Sidewinder.

NASAMS (National/Norwegian Advanced Surface to Air Missile System; em português: "Sistema avançado de mísseis superfície-ar") é um sistema de defesa antiaérea baseado em terra de curto a médio alcance desenvolvido pelas empresas Kongsberg Defense & Aerospace (KDA) e Raytheon. O sistema defende contra veículos aéreos não tripuladoss (UAVs), helicópteros, mísseis de cruzeiro, veículos aéreos de combate não tripulados (UCAVs) e outros tipos de aeronaves em geral.
NASAMS foi a primeira aplicação de um lançador de superfície AIM-120 AMRAAM (Advanced Medium Range Air-to-Air Missile). O NASAMS 2 é uma versão atualizada do sistema capaz de usar o sistema Link 16, que está em operação desde 2007. Até 2022, o NASAMS 3 era a versão mais atual em serviço ativo; implantado em 2019, ele adicionou a capacidade para disparar mísseis AIM-9 Sidewinder e IRIS-T SLS de curto alcance e AMRAAM-ER estendido de longo alcance, e introduziu lançadores móveis transportáveis por via aérea.